# Набиев, Хуршид
Хуршид Набиев (узб. Xurshid Nabiev; род. 11 августа 1985 года, Узбекистан) — узбекский дзюдоист, выступающий в весовой категории до 90 кг, член сборной Узбекистана. Участник летних Олимпийских игр 2008 года, призёр Чемпионата Азии по дзюдо, победитель Всемирной Универсиады, призёр этапов Гран-при по дзюдо и турнира серии «Большого шлема».

## Карьера
В 2004 году на Чемпионате мира по дзюдо среди студентов в весовой категории до 73 кг завоевал золотую медаль, одолев в финале итальянца Франческо Бруйере. В 2007 году на Летней Универсиаде в Бангкоке (Таиланд) в весовой категории до 90 кг в финале победил французского дзюдоиста Николаса Бриссона и завоевал золотую медаль турнира.
В 2008 году на Чемпионате Азии по дзюдо в Чеджу (Южная Корея) в весовой категории до 90 кг в финальном поединке уступил японскому дзюдоисту Хироси Идзуми и завоевал серебряную медаль континента. На Летних Олимпийских играх в Пекине (Китай) в весовой категории до 90 кг в первом раунде вышел на татами против британского дзюдоиста Уинстона Гордона и без проблем выиграл его. В следующем раунде Хуршид не смог одолеть азербайджанца Эльхан Мамедова.
В 2009 году на Азиатские игры по боевым искусствам в Бангкоке завоевал бронзовую медаль в весовой категории до 90 кг. В 2010 году на этапе Гран-при по дзюдо в Дюссельдорфе (Германия) завоевал серебряную медаль. На этапа «Grand Slam» по дзюдо в Токио (Япония) завоевал бронзовую медаль. В 2011 году на этапе Кубка мира по дзюдо в Чежду завоевал бронзовую медаль в весовой категории до 90 кг, а на этапе в Алма-Ате завоевал серебряную медаль. В этом же году на турнире серии «Большого шлема» в Париже (Франция) завоевал бронзовую медаль.
В 2013 году на Чемпионате Азии по дзюдо в Бангкоке в весовой категории до 90 кг завоевал бронзовую медаль первенства. На этапе Гран-при по дзюдо в Алма-Ате (Казахстан) завоевал серебряную медаль, проиграв в финале казахскому спортсмену Исламу Бозбаеву.